# Phytomyza melanosoma
Phytomyza melanosoma är en tvåvingeart som beskrevs av Friedrich Georg Hendel 1920. Phytomyza melanosoma ingår i släktet Phytomyza och familjen minerarflugor. Inga underarter finns listade i Catalogue of Life.